# Albert Sosnowski
Pour les articles homonymes, voir Sosnovski.
Albert Dariusz Sosnowski est un boxeur polonais né le 7 mars 1979 à Varsovie. Il combat dans la catégorie poids lourds.

## Carrière Professionnelle
Sosnowski passe professionnel en juillet 1998, à Outrup au Danemark et bat le boxeur tchèque Jan Drobena au premier round par KO. Il gagne ses 19 premiers combats dont 12 par KO. Il a combattu au Danemark, en Pologne, en Grande-Bretagne, aux États-Unis et aux Pays-Bas.
En juillet 2001, Sosnowski affronte le Canadien Arthur Cook à Budapest pour le gain de la ceinture vacante WBC Youth. En tête au début du combat, le polonais est mis KO à la 9e reprise.
En juillet 2008, il perd contre Zuri Lawrence puis gagne contre le Britannique Danny Williams par KO technique à 1 minute et 17 secondes dans le 8e round alors qu'il subissait la pression. Il combat ensuite Francesco Pianeta pour le titre européen EBU-EU des poids lourds le 4 avril 2009 mais fait match nul à l'issue des douze rounds.
Le 18 décembre 2009, Sosnowski combat et gagne contre Paolo Vidoz le titre de champion d'Europe EBU des poids lourds aux points par décision unanime. Il devait défendre pour la première fois son titre contre l'ancien médaillé d'or des Jeux olympiques Audley Harrison le 9 avril 2010 mais le combat a été annulé pour pouvoir affronter le champion du monde WBC, Vitali Klitschko. Le 29 mai 2010, le boxeur Polonais s'incline au 10e round à la Veltins Arena de Gelsenkirchen.